# Glaucina albidaria
Glaucina albidaria là một loài bướm đêm trong họ Geometridae.